# Ilo (Perù)
Ilo è una città portuale del Perù meridionale, capoluogo della provincia omonima e città più grande della regione di Moquegua. Nel 2010 il suo porto è stato concesso in uso alla vicina Bolivia per 99 anni; tale paese era diventato uno stato senza sbocco al mare dopo la perdita della provincia di Arica in favore del Cile durante la guerra del Pacifico.